# Lijst van voetbalinterlands Moldavië - Saoedi-Arabië
Deze lijst van voetbalinterlands is een overzicht van alle officiële voetbalwedstrijden tussen de nationale teams van Moldavië en Saoedi-Arabië. De landen speelden tot op heden twee keer tegen elkaar. De eerste ontmoeting, een vriendschappelijke wedstrijd, werd gespeeld in Jerez de la Frontera (Spanje) op 24 mei 2014. Het laatste duel, eveneens een vriendschappelijke wedstrijd, vond plaats op 26 februari 2018 in Djedda.

## Wedstrijden
| № | Plaats               | Datum            | Competitie        | Wedstrijd                | Uitslag |
| - | -------------------- | ---------------- | ----------------- | ------------------------ | ------- |
| 1 | Jerez de la Frontera | 24 mei 2014      | Vriendschappelijk | Saoedi-Arabië – Moldavië | 0 – 4   |
| 2 | Djedda               | 26 februari 2018 | Vriendschappelijk | Saoedi-Arabië − Moldavië | 3 − 0   |

## Samenvatting
| Competitie        | Totaal gespeeld | Winst Moldavië | Gelijk | Winst Saoedi-Arabië | Doelsaldo Moldavië – Saoedi-Arabië |
| ----------------- | --------------- | -------------- | ------ | ------------------- | ---------------------------------- |
| Vriendschappelijk | 2               | 1              | 0      | 1                   | 4 − 3                              |
| Totaal            | 2               | 1              | 0      | 1                   | 4 − 3                              |

## Details

### Eerste ontmoeting
| Vriendschappelijk (Jerez de la Frontera, Spanje, 24 mei 2014): |              | |
| Saoedi-Arabië | 0 – 4        | Moldavië |
| | goals        | 8' Igor Armaş 32' (pen.) Alexandru Epureanu 34' Serghei Alexeev 54' Alexandru Gaţcan |
| Juan Ramon López Caro | bondscoach   | Ion Caras |
| Waleed Abdullah Mansoor Al-Harbi Osama Hawsawi 77' Yasser Al-Shahrani Abdullah Al-Zori 77' Mustafa Al-Bassas 69' Hassan Muath Fallatah Saud Kariri 64' Nasser Al-Shamrani 64' Taisir Al-Jassim 63' Fahad Al-Muwallad | opstellingen | Artiom Gaiduchevici 75' Igor Armaș Victor Golovatenco Petru Racu Alexandru Epureanu Artur Ioniță 90' Alexandru Gațcan 78' Igor Picușceac 68' Alexandru Antoniuc 46' Serghei Alexeev Eugen Sidorenco |
| Waleed Rashid 63' Abdulfattah Asiri 64' Abdulmalek Al-Khaibri 64' Yahya Al-Shehri 69' Motaz Hawsawi 77' Omar Hawsawi 77'                                                                                             | wissels      | 46' Eugeniu Cebotaru 68' Artur Pătraș 75' Veaceslav Posmac 78' Maxim Antoniuc 90' Adrian Caşcaval                                                                                                   |
| Mustafa Al-Bassas ??' | gele kaarten | 50' Alexandru Gaţcan |

### Tweede ontmoeting
| Vriendschappelijk (Jeddah, Saoedi-Arabië, 26 februari 2018): |              | |
| Saoedi-Arabië | 3 – 0        | Moldavië |
| Omar Hawsawi 10' Taisir Al-Jassim 57' Muhannad Assiri 88' | goals        | |
| Juan Antonio Pizzi | bondscoach   | Alexandru Spiridon |
| Mohammed Al-Owais Osama Hawsawi 69' Omar Hawsawi Yasir Al-Shahrani Mansour Al-Harbi Housain Al-Moqahwi 46' Abdullah Al-Khaibari 46' Taisir Al-Jassim 75' Abdullah Otayf Mohammad Al-Sahlawi 81' Salman Al-Moasher 46'                                          | opstellingen | Serghei Paşcenco Petru Racu Ion Jardan 46' Constantin Bogdan Andrei Cojocari 65' Alexandru Paşcenco 46' Danu Spătaru 82' Sergiu Plătică Andrei Macriţchii 70' Alexandru Boiciuc 56' Vitalie Damașcan |
| Ibrahim Ghaleb 46' Mohammed Al-Kuwaykibi 46' Mohammed Kanno 46' Motaz Hawsawi 69' Abdulwahab Jaafar 75' Muhannad Assiri 81' Yaser Al-Mosailem Abdullah Al-Mayouf Ahmed Hassan Asiri Mohammed Al-Burayk Hassan Muath Abdulaziz Al-Jebreen Abdulmalek Al-Khaibri | wissels      | 46' Radu Rogac 46' Vladimir Ambros 56' Vadim Paireli 65' Vadim Raţă 70' Alexandru Vremea 82' Valerii Macriţchii Radu Mîţu Ilie Cebanu Vladislav Ivanov Dan Taras Maxim Mihaliov                      |
| | gele kaarten | 45' Ion Jardan |
| - Debuut van Constantin Bogdan, Andrei Macriţchii en Alexandru Boiciuc voor Moldavië. |              | |

FMF · A-internationals · Bondscoaches · Moldavisch vrouwenelftal · Moldavië U21 · Moldavië U20 · Moldavië U19 · Moldavië U18 · Moldavië U17 · Moldavië U16
1990 – 1999 ·
2000 – 2009 ·
2010 – 2019 ·
2020 − 2029
1991 · 1992 · 1993 · 1994 · 1995 · 1996 · 1997 · 1998 · 1999 · 2000 · 2001 · 2002 · 2003 · 2004 · 2005 · 2006 · 2007 · 2008 · 2009 · 2010 · 2011 · 2012 · 2013 · 2014 · 2015 · 2016 · 2017 · 2018 · 2019 · 2020 · 2021 · 2022 · 2023 · 2024
Albanië ·
Andorra ·
Armenië ·
Azerbeidzjan ·
Bosnië en Herzegovina ·
Bulgarije ·
Canada ·
Cyprus ·
Denemarken · 
Duitsland ·
El Salvador · 
Engeland ·
Estland ·
Faeröer ·
Finland ·
Frankrijk ·
Georgië ·
Gibraltar ·
Griekenland ·
Hongarije ·
Ierland ·
IJsland ·
Indonesië ·
Israël ·
Italië ·
Ivoorkust ·
Jordanië ·
Kaaimaneilanden ·
Kameroen ·
Kazachstan ·
Kirgizië ·
Kosovo ·
Kroatië ·
Letland ·
Liechtenstein ·
Litouwen ·
Luxemburg ·
Malta ·
Montenegro ·
Nederland ·
Noord-Ierland ·
Noord-Macedonië ·
Noorwegen ·
Oeganda ·
Oekraïne ·
Oostenrijk ·
Polen ·
Portugal ·
Qatar ·
Roemenië ·
Rusland ·
San Marino ·
Saoedi-Arabië ·
Schotland ·
Servië ·
Slovenië ·
Slowakije ·
Tsjechië ·
Turkije ·
Venezuela ·
Verenigde Arabische Emiraten ·
Verenigde Staten ·
Wales ·
Wit-Rusland ·
Zuid-Korea ·
Zweden ·
Zwitserland
SAFF · A-internationals · Selecties · Bondscoaches · Statistieken · Saoedi-Arabisch vrouwenelftal · Saoedi-Arabië U21 · Saoedi-Arabië U20 · Saoedi-Arabië U19 · Saoedi-Arabië U18 · Saoedi-Arabië U17
1950 – 1959 · 
1960 – 1969 · 
1970 – 1979 · 
1980 – 1989 · 
1990 – 1999 · 
2000 – 2009 · 
2010 – 2019 ·
2020 − 2029
WK 1994 · 
WK 1998 · 
WK 2002 · 
WK 2006 · 
WK 2018
OS 1984 · 
OS 1996 · 
OS 2020
1957 · 
1958 · 1959 · 1960 · 
1961 · 
1962 · 
1963 · 
1964 · 1965 · 1966 · 
1967 · 
1968 · 
1969 · 
1970 · 
1971 · 
1972 · 
1973 · 
1974 · 
1975 · 
1976 · 
1977 · 
1978 · 
1979 · 
1980 · 
1981 · 
1982 · 
1983 · 
1984 · 
1985 · 
1986 · 
1987 · 
1988 · 
1989 · 
1990 · 
1991 · 
1992 · 
1993 · 
1994 · 
1995 · 
1996 · 
1997 · 
1998 · 
1999 · 
2000 · 
2001 · 
2002 · 
2003 · 
2004 · 
2005 · 
2006 · 
2007 · 
2008 · 
2009 · 
2010 · 
2011 · 
2012 · 
2013 ·
2014 ·
2015 ·
2016 ·
2017 ·
2018 ·
2019 ·
2020 ·
2021 ·
2022 ·
2023
Afghanistan · 
Albanië ·
Algerije · 
Angola · 
Argentinië · 
Australië · 
Azerbeidzjan · 
Bahrein · 
Bangladesh · 
België · 
Bhutan · 
Bolivia · 
Brazilië · 
Bulgarije · 
Cambodja ·
Canada · 
Chili · 
China · 
Colombia ·
Congo-Brazzaville · 
Congo-Kinshasa · 
Costa Rica · 
Cyprus · 
Denemarken · 
Duitsland · 
Ecuador ·
Egypte · 
Engeland · 
Equatoriaal-Guinea ·
Estland · 
Finland · 
Frankrijk · 
Gabon · 
Gambia ·
Georgië · 
Ghana · 
Griekenland ·
Honduras · 
Hongarije · 
Hongkong · 
Ierland · 
IJsland · 
India · 
Indonesië · 
Irak · 
Iran · 
Italië ·
Jamaica · 
Japan · 
Jemen · 
Jordanië · 
Kameroen · 
Kazachstan · 
Kirgizië · 
Koeweit · 
Kroatië ·
Laos ·
Letland ·
Libanon · 
Libië · 
Liechtenstein · 
Litouwen ·
Luxemburg · 
Macau ·  
Maleisië · 
Mali · 
Marokko · 
Mauritanië · 
Mexico · 
Moldavië ·
Mongolië · 
Namibië · 
Nederland · 
Nepal · 
Nieuw-Zeeland · 
Nigeria · 
Noord-Korea ·
Noord-Macedonië ·
Noorwegen ·
Oeganda · 
Oekraïne · 
Oezbekistan · 
Oman · 
Oost-Timor ·
Pakistan ·
Palestina · 
Panama ·
Paraguay · 
Peru ·
Polen · 
Portugal · 
Qatar · 
Rusland · 
Schotland · 
Senegal · 
Singapore · 
Slovenië · 
Slowakije · 
Soedan · 
Spanje · 
Sri Lanka · 
Syrië · 
Tadzjikistan · 
Taiwan · 
Tanzania · 
Thailand · 
Togo · 
Trinidad en Tobago · 
Tsjechië · 
Tunesië · 
Turkije · 
Turkmenistan · 
Uruguay · 
Venezuela · 
Verenigde Arabische Emiraten · 
Verenigde Staten · 
Vietnam · 
Wales · 
Wit-Rusland · 
Zambia ·
Zimbabwe ·
Zuid-Afrika · 
Zuid-Jemen · 
Zuid-Korea · 
Zweden
Argentinië (1992) · 
Argentinië (2022) · 
Egypte (2018) · 
Oekraïne (2006) · 
Rusland (2018) ·
Spanje (2006) ·
Tunesië (2006) ·
Uruguay (2018)